# Stenichneumon pallidipennis
Stenichneumon pallidipennis là một loài tò vò trong họ Ichneumonidae.